# Štós
Štós – wieś (obec) na Słowacji położona w kraju koszyckim, w powiecie Koszyce-okolice. Pierwsze wzmianki o miejscowości pochodzą z roku 1341. 
Według danych z dnia 31 grudnia 2012, wieś zamieszkiwało 731 osób, w tym 364 kobiety i 367 mężczyzn.
W 2001 roku rozkład populacji względem narodowości i przynależności etnicznej wyglądał następująco:
- Słowacy – 85,79%
- Czesi – 0,8%
- Morawianie – 0,13%
- Niemcy – 8,76%
- Polacy – 0,13%
- Romowie – 1,86%
- Ukraińcy – 0,13%
- Węgrzy – 1,06%

Ze względu na wyznawaną religię struktura mieszkańców kształtowała się w 2001 roku następująco:
- Katolicy rzymscy – %
- Grekokatolicy – %
- Ewangelicy – %
- Prawosławni – %
- Husyci – %
- Ateiści – %
- Przedstawiciele innych wyznań – %
- Nie podano – %